# Логаритамске једначине
У математици постоје неколико логаритамских једначина.

## Алгебарске једначине

### Коришћење једноставнијих операција
Људи користе логаритме да би упростили рачун. На пример, два броја могу бити помножена само користећи таблицу логаритама и сабирање.
| {\displaystyle \log _{b}(xy)=\log _{b}(x)+\log _{b}(y)\!\,}                                                     | због | {\displaystyle b^{m}\cdot b^{n}=b^{m+n}}                                   |
| {\displaystyle \log _{b}\!\left({\begin{matrix}{\frac {x}{y}}\end{matrix}}\right)=\log _{b}(x)-\log _{b}(y)}    | због | {\displaystyle {\begin{matrix}{\frac {b^{m}}{b^{n}}}\end{matrix}}=b^{m-n}} |
| {\displaystyle \log _{b}(x^{y})=y\log _{b}(x)\!\,}                                                              | због | {\displaystyle (b^{n})^{y}=b^{ny}\!\,}                                     |
| {\displaystyle \log _{b}\!\left(\!{\sqrt[{y}]{x}}\right)={\begin{matrix}{\frac {\log _{b}(x)}{y}}\end{matrix}}} | због | {\displaystyle {\sqrt[{y}]{x}}=x^{1/y}}                                    |

### Укидање експонената
Логаритми и експоненти (антилогаритми) са истом основом се поништавају.
| {\displaystyle b^{\log _{b}(x)}=x}     | због | {\displaystyle \mathrm {antilog} _{b}(\log _{b}(x))=x\!\,} |
| {\displaystyle \log _{b}(b^{x})=x\!\,} | због | {\displaystyle \log _{b}(\mathrm {antilog} _{b}(x))=x\!\,} |

### Промена основе
{\displaystyle \log _{a}b={\log _{c}b \over \log _{c}a}}
Ова једначина се користи за израчунавање логаритама на електронским калкулаторима. На пример, већина калкулатора има дугмад за ln и за log10, али не и за 2. Да бисмо нашли log2(3), треба израчунати log10(3) / log10(2) (или ln(3)/ln(2), што је заправо иста ствар).
Из ове формуле произилази неколико ствари:
{\displaystyle \log _{a}b={\frac {1}{\log _{b}a}}}
{\displaystyle \log _{a^{n}}b={\frac {1}{n}}\log _{a}b}
{\displaystyle a^{\log _{b}c}=c^{\log _{b}a}}

### Тривијалне једначине
| {\displaystyle \log _{b}(1)=0\!\,} | због | {\displaystyle b^{0}=1\!\,} |
| {\displaystyle \log _{b}(b)=1\!\,} | због | {\displaystyle b^{1}=b\!\,} |

## Једначине математичке анализе

### Лимеси
{\displaystyle \lim _{x\to 0^{+}}\log _{a}x=-\infty \quad {\mbox{if }}a>1}
{\displaystyle \lim _{x\to 0^{+}}\log _{a}x=\infty \quad {\mbox{if }}a<1}
{\displaystyle \lim _{x\to \infty }\log _{a}x=\infty \quad {\mbox{if }}a>1}
{\displaystyle \lim _{x\to \infty }\log _{a}x=-\infty \quad {\mbox{if }}a<1}
{\displaystyle \lim _{x\to 0^{+}}x^{b}\log _{a}x=0}
{\displaystyle \lim _{x\to \infty }{1 \over x^{b}}\log _{a}x=0}
Последњи лимес се често схвата као „логаритам расте спорије од било ког степена или корена x".

### Изводлогаритамске функције
{\displaystyle {d \over dx}\ln x={1 \over x}={1 \over x\ln e},\qquad x>0}
{\displaystyle {d \over dx}\log _{b}x={1 \over x\ln b},\qquad b>0,b\neq 1}

### Интеграллогаритамске функције
{\displaystyle \int \log _{a}x\,dx=x(\log _{a}x-\log _{a}e)+C}
што се за а=е своди на
{\displaystyle \int \ln x\,dx=x(\ln x-1)+C}

## Неједнакости
{\displaystyle {\frac {x}{1+x}}\leq \log(1+x)\leq x{\mbox{ за све }}-1<x}
{\displaystyle {\frac {2x}{2+x}}\leq {\frac {x}{\sqrt {1+x+x^{2}/12}}}\leq \log(1+x)\leq {\frac {x}{\sqrt {1+x}}}\leq {\frac {x}{2}}{\frac {2+x}{1+x}}{\mbox{ за }}0\leq x{\mbox{, обрнуто за }}-1<x\leq 0}
Обе неједнакости су прилично оштре око x=0, али не и за велико x.